# فهرست سرزمین‌هایی که چینی یک زبان رسمی در آنجا است

کشورها و سرزمین‌هایی که در آنجا چینی یک زبان رسمی است.

پرچم کشورهای چینی زبان

در اینجا فهرست سرزمین‌هایی که چینی در آنجا زبان رسمی است، ارائه شده‌است. امروزه چینی‌ها در پنج کشور یا قلمرو دارای زبان رسمی هستند. ماندارین در چین و تایوان، تنها زبان رسمی و در سنگاپور یکی از چهار زبان رسمی کشور است. کانتونی نیز در هنگ کنگ و ماکائو یک زبان رسمی به ترتیب در کنار انگلیسی و پرتغالی است. چینی همچنین یک زبان رسمی در سازمان همکاری شانگهای و همچنین یکی از شش زبان رسمی سازمان ملل متحد است. چینی در سال ۱۹۷۳ به عنوان زبان رسمی و کاری در سازمان ملل متحد پذیرفته شد.

## فهرست

### ماندارین
| کشور            | جمعیت (۲۰۱۷)  | گونهٔ نوشتاری | گونهٔ معیار        |
| --------------- | ------------- | ------------ | ----------------- |
| چین             | ۱٬۳۷۹٬۳۰۲٬۷۷۱ | چینی ساده‌شده | چینی معیار        |
| تایوان (تایوان) | ۲۳٬۵۰۸٬۴۲۸    | چینی سنتی    | ماندارین تایوانی  |
| سنگاپور         | ۵٬۸۸۸٬۹۲۶     | چینی ساده‌شده | ماندارین سنگاپوری |

### کانتونی
| کشور    | جمعیت (۲۰۱۷) | گونهٔ نوشتاری              | گونهٔ معیار       |
| ------- | ------------ | ------------------------- | ---------------- |
| هنگ کنگ | ۷٬۱۹۱٬۵۰۳    | چینی سنتی کانتونی نوشتاری | کانتونی هنگ کنگی |
| ماکائو  | ۶۴۸٬۵۵۰      | چینی سنتی کانتونی نوشتاری |                  |